# Pusiola flavicosta
Pusiola flavicosta là một loài bướm đêm thuộc phân họ Arctiinae, họ Erebidae.